# Pilar Brescia
Pilar Brescia Álvarez (Lima, 15 de diciembre de 1957) es una actriz, presentadora de televisión y empresaria peruana.

## Biografía
Es hija de Ángel Oswaldo Brescia Bossio y Juana Álvarez Gerbi. Pilar, pasó su infancia en Tarma, y luego se trasladó a Pisco.
Pilar estudió en el Club Teatro de Lima, al mismo tiempo que realizó sus estudios de Ciencias de la Comunicación en la Universidad de Lima.

### Matrimonio
Se casó en el año 1989 con el excongresista Ernesto Gamarra, y tienen 3 hijos. Quien en el año 2000, fue condenado a 6 años de prisión. Posteriormente, la pena se rebajó, y finalmente Gamarra obtuvo su libertad.

## Vida artística
Pilar empezó en televisión conduciendo el programa infantil Pilar, sus amiguitos y la moda (1968) por Canal 9.
En el teatro, debutó con la obra Aleluya, Aleluya y comenzó a trabajar con Osvaldo Cattone en El hombre de La Mancha, Hijos de un dios menor y El diluvio que viene. Años después, actuó en las obras Otelo y Enséñame tu alcoba, y debutó en el cine con Aventuras prohibidas de José Carlos Huayhuaca.
En 1984 obtendría el papel protagonista de la telenovela Páginas de la vida, con el personaje de María del Pilar.
En 1985 protagonizó la telenovela La casa de enfrente con el personaje de Victoria.
En 1994 protagonizó la telenovela chilena Top Secret.
En televisión estuvo en telenovelas como El magnate, Regresa , Estrellita y Eva del Edén.
En el año 2005 condujo el programa Como la vida misma por ATV.
En 2008 actuó en la telenovela La pre, y el año siguiente en la película Dioses. En 2011 participó en la telenovela La Perricholi.
Actualmente trabaja en una clínica como consejera en adicciones, estudia medicina china y realiza obras de teatro de manera ocasional.

## Filmografía

### Televisión
- Pilar, sus amiguitos y la moda (1968) ... presentadora.
- La pensión (1983).
- Un tal Judas (1983).
- Páginas de la vida (1984).
- La casa de enfrente (1985).
- Juzgado de Instrucción (1987).
- Kiatari, buscando la luna (1988 — 1989)
- El magnate (1990) como Violeta.
- Regresa (1991)
- La Perricholi (1992).
- Top Secret (1994) como Mariana Vidal de Mena.
- La Rica Vicky (1998) como Marcella.
- Estrellita (2000) como Regina Sifuentes
- Sarita Colonia (2001).
- Qué buena raza (2002 — 2003) como Alicia de De la Fuente.
- Mil Oficios (2001 — 2004) como Carolina de Parodi.
- Eva del Edén (2004) como Beatriz de Atienza.
- Como la vida misma (2005) ... presentadora
- La pre (2008) como Eugenia.
- La Perricholi (2011) como Ventura de Bravo de Rivera.
- Te volveré a encontrar (2020) como Gabriela Camargo Gómez De Valladares.
- Los otros Concha (2024).
- #PobreNovio (2024-presente) como Stella Benavides.

### Películas
- Aventuras prohibidas (1980)
- El ataque de los pájaros (1987) como Alexandra.
- Dioses (2009) como Pilar.

## Teatro
- Aleluya, Aleluya (1976)
- El hombre de La Mancha (1979)
- Hijos de un dios menor (1981)
- El diluvio que viene (1982 — 1983)
- Otelo como Desdémona.
- Enséñame tu alcoba (1987)
- Brujas (2003)
- Ha llegado un inspector
- Dos viejas van caminando
- La sagrada familia